# Mollerup Sogn
Mollerup Sogn er et sogn i Morsø Provsti (Aalborg Stift).
I 1800-tallet var Mollerup Sogn anneks til Frøslev Sogn. Begge sogne hørte til Morsø Sønder Herred i Thisted Amt. Frøslev-Mollerup sognekommune blev ved kommunalreformen i 1970 indlemmet i Morsø Kommune.
I Mollerup Sogn ligger Mollerup Kirke.
I sognet findes følgende autoriserede stednavne:
- Mollerup (bebyggelse, ejerlav)
- Tinghøj (areal)